# Hòa Bình, Tam Nông (Đồng Tháp)
Hòa Bình là một xã thuộc huyện Tam Nông, tỉnh Đồng Tháp, Việt Nam.

## Địa lý
Xã Hòa Bình nằm ở phía đông huyện Tân Hồng, có vị trí địa lý:
- Phía đông giáp tỉnh Long An
- Phía tây giáp xã Tân Công Sính
- Phía nam giáp huyện Tháp Mười và xã Phú Cường
- Phía bắc giáp huyện Tân Hồng và tỉnh Long An.[3]

Xã có diện tích 28,92 km², dân số năm 1999 là 3.765 người, mật độ dân số đạt 130 người/km².

## Lịch sử
Nghị định số 100/1997/NĐ-CP ngày 23 tháng 09 năm 1997 của Chính phủ, thành lập xã Hoà Bình trên cơ sở 2.197,4 ha diện tích tự nhiên và 2.598 người của xã Tân Công Sính; 694,8 ha diện tích tự nhiên và 31 người của xã Phú Cường.